# 柿本大地
柿本 大地（かきもと だいち、1983年9月26日 - ）は、日本の男性プロレスラー。DDTプロレスリングに所属していた。奈良県出身。
元女子プロレスラー風香は妹。奈良市議会議員・柿本元気は兄。

## 経歴
幼少の頃からプロレスラーに憧れ、高校生の時にアマチュアプロレス団体最大手のJWA関西の門を叩く。
同時期活躍した安藤雅樹・吉野正人らと共にJWA関西マットの前座戦線を沸かしていた。
その後JWA関西を巣立ちDDTへ入門。
2003年6月26日のClub ATOM大会における対スーパー宇宙パワー戦でデビュー。
クラシックなレスリングスタイルを得意とし、2005年9月23日にDDTのKO-Dタッグリーグ戦に飯伏幸太とのタッグで優勝、1ヵ月後の10月23日後楽園大会でKO-Dタッグチャンピオンに。
2007年6月3日を最後にタイの親善大使に任命され、無期限欠場。11月3日のDDT大阪大会での凱旋試合を行う。
2008年8月、頸椎を負傷。以降は、DDT飲食部長に就任し、DDTが運営する飲食店「ドロップキック」の店長として働きながらリハビリ中。
2012年8月18日、日本武道館大会でおよそ4年ぶりに試合に出場。
2014年2月11日、ラジアントホール大会において2月いっぱいでDDT退団を発表。
2月23日、後楽園ホールにてDDTラストマッチとしてアイアンマン時間差バトルロイヤルを制してアイアンマンヘビーメタル級王座を奪取するも、直後のセレモニー中、平田一喜に丸め込まれる。その後はメインでKO-D無差別級王座に挑戦する同期マサ高梨のセコンドに付いた。DDTとともにドロップキック店長も勇退（後任は木高イサミ）、今後は不動産業に就職する。
6月1日、チェリー10周年記念興行で限定復活。男色ディーノと組みタノムサク鳥羽&マサ高梨と対戦。

## 得意技
- カキチュード
- ジャーマン・スープレックス
- サイドスープレックス
- カッキーカット

柿本大地が愛用していたオリジナルムーブ。相手をブレーンバスターの要領で垂直になるまで抱え上げ、自分の体だけを左方向へ180゜捻って相手と向かい合った状態になる。そのあとうつ伏せの状態で落下する相手の首の後ろに右腕を引っ掛け、そのまま尻餅をついて相手の顔や胸をマットへ痛打させる。
- ミサイルキック

## タイトル歴
- KO-Dタッグ王座…第21代
- アイアンマンヘビーメタル級王座…第242、264、993代
- 大森夢フェア認定世界大森級王座…第3代

## その他
- DRAGON GATEの土井成樹と顔が似ていて土井も奈良出身である。
- 現在はさいたま市内において就労継続支援Ａ型事業所の施設長を務めている。